# Wiktor Tichonow (1930–2014)
Wiktor Wasiljewicz Tichonow (ros. Виктор Васильевич Тихонов; ur. 4 czerwca 1930 w Moskwie, zm. 24 listopada 2014 tamże) – radziecki hokeista, rosyjski trener hokejowy.
Hokeistami zostali także jego syn Wasilij (1958-2013) i wnuk Wiktor (ur. 1988).

## Życiorys
Reprezentant ZSRR – rozegrał 413 meczów (338 zwycięskie).
W przeszłości prezes klubu CSKA Moskwa, następnie pełnił tę funkcję honorowo i był członkiem rady nadzorczej.
Zmarł 24 listopada 2014 w Moskwie.
Został pochowany na Cmentarzu Wagańkowskim w Moskwie.
Kariera zawodnicza
- WWS MWO Moskwa (1949-1953)
- Dinamo Moskwa (1953-1963)

Kariera trenerska
- Dinamo Moskwa (1964-1965) – asystent trenera
- Dinamo Ryga (1968-1977) – I trener
- / CSKA Moskwa (1977-1996)
- Związek Radziecki /  Rosja (1977-1994, 2004)[10]
  -  Russian Penguins (1993-1994)

## Sukcesy

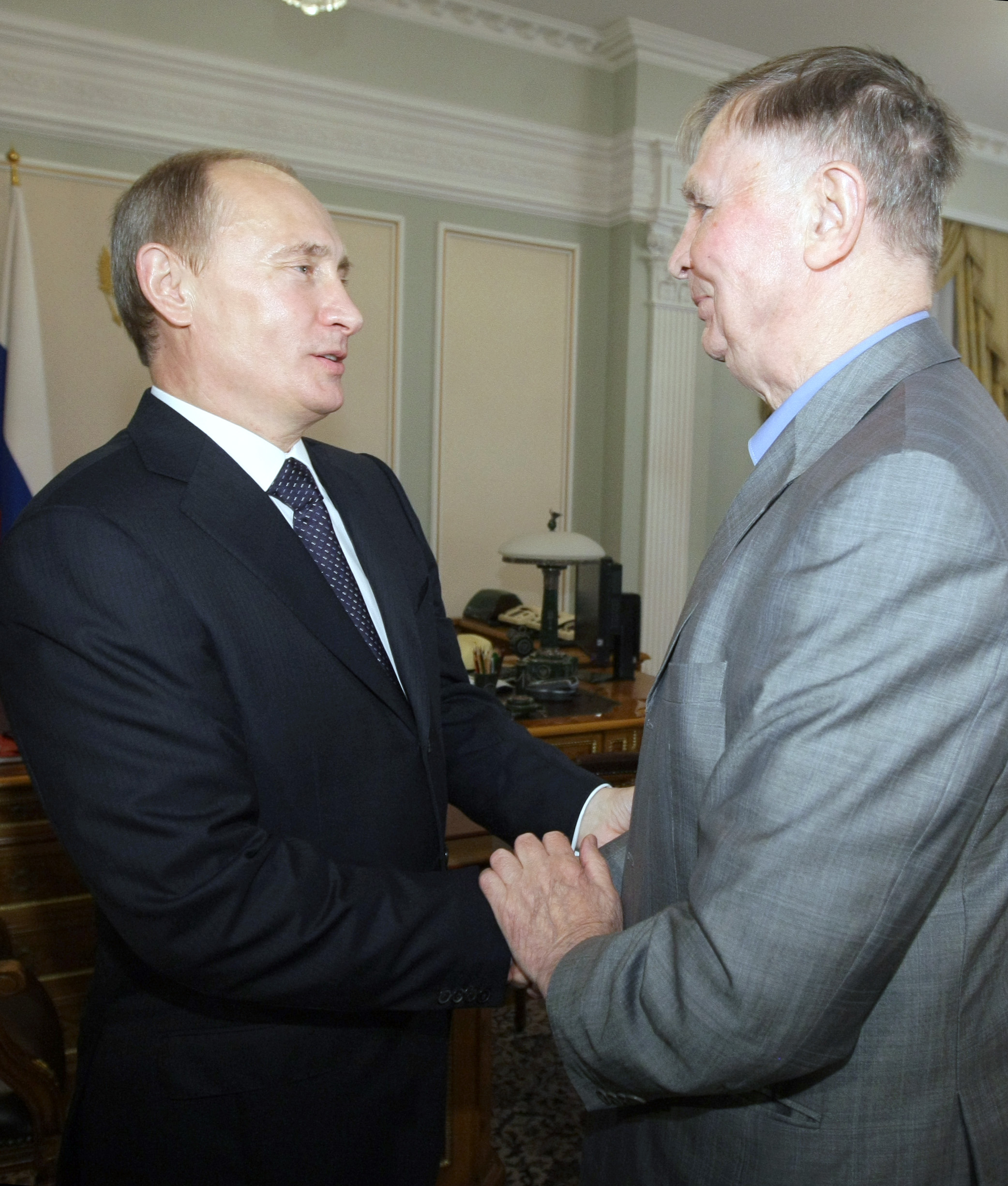
Wiktor Tichonow podczas spotkania z Władimirem Putinem (2010)

Zawodnicze
- Złoty medal mistrzostw ZSRR (3 razy): 1951, 1952, 1953 z WWS, 1954 z Dinamem
- Srebrny medal mistrzostw ZSRR (1 raz): 1949 z WWS, 1959, 1960, 1962, 1963 z Dinamem
- Brązowy medal mistrzostw ZSRR (18 razy): 1955, 1956, 1957, 1958 z Dinamem
- Puchar ZSRR (1 raz): 1952 z WWS

Trenerskie klubowe
- Złoty medal mistrzostw ZSRR (13 razy): 1977, 1978, 1979, 1980, 1981, 1982, 1983, 1984, 1985, 1986, 1987, 1988, 1989
- Puchar ZSRR (12 razy): 1979, 1988
- Puchar Europy (13 razy): 1978, 1979, 1980, 1981, 1982, 1983, 1984, 1985, 1986, 1987, 1988, 1989, 1990
- Puchar Spenglera (1 raz): 1991

Trenerskie reprezentacyjne
- Złoty medal mistrzostw świata (8 razy): 1978, 1979, 1981, 1982, 1983, 1986, 1989, 1990
- Srebrny medal mistrzostw świata (1 raz): 1987
- Brązowy medal mistrzostw świata (2 razy): 1985, 1991
- Złoty medal zimowych igrzysk olimpijskich: 1984, 1988, 1992
- Srebrny medal igrzysk olimpijskich: 1980
- Złoty medal mistrzostw Europy (10 razy): 1978, 1979, 1981, 1982, 1983, 1985, 1986, 1987, 1989, 1991
- Canada Cup: 1981
- Trzecie miejsce w Canada Cup: 1987
- Trzecie miejsce w Canada Cup: 1976, 1984

## Odznaczenia i wyróżnienia
- Order Czerwonego Sztandaru Pracy: 1978
- Order Przyjaźni Narodów: 1981
- Order Lenina: 1983
- Order Rewolucji Październikowej: 1988
- Order „Za zasługi dla Ojczyzny” II stopnia: 1996
- Galeria Sławy IIHF: 1998
- Order Wybitnej Pracy: 1999
- Order Honoru: 2000
- Order Przyjaźni: 2010
- Order Olimpijski
- Rosyjska Galeria Hokejowej Sławy: 2014

## Upamiętnienie
Władze rozgrywek KHL od sezonu 2014/2015 nadały patronat Wiktora Tichonowa dla Nagrody dla Najlepszego Trenera Sezonu KHL, a w listopadzie 2015 postanowiły o nazwaniu imieniem Wiktora Tichonowa Pucharu Kontynentu.